# Astroceramus brachyactis
Astroceramus brachyactis är en sjöstjärneart som beskrevs av Hubert Lyman Clark 1941. Astroceramus brachyactis ingår i släktet Astroceramus och familjen ledsjöstjärnor. Inga underarter finns listade i Catalogue of Life.